# Traquée (film, 1987)
Cet article concerne le film de Ridley Scott. Pour le film de Richard Wallace, voir Traquée.
Pour les articles homonymes, voir Traquée.
Pour plus de détails, voir Fiche technique et Distribution.
Traquée (Someone to Watch Over Me) est un film américain réalisé par Ridley Scott et sorti en 1987.

## Synopsis
Mike Keegan est un policier du New York City Police Department, bien sous tous rapports. Il est chargé de protéger Claire Gregory, jeune femme riche témoin du meurtre d'un de ses amis, assassiné par le gangster Joey Venza. Traité d'abord en domestique, Mike pénètre peu à peu dans la vie de sa protégée jusqu'à devenir son amant. Il se sépare alors de sa femme Ellie pour vivre avec Claire. C'est alors que Venza prend en otage Ellie et leur fils Tommy.

## Fiche technique
Sauf indication contraire, les informations mentionnées dans cette section peuvent être confirmées par la base de données cinématographiques IMDb,  présente dans la section « Liens externes ».
- Titre francophone : Traquée
- Titre original : Someone To Watch Over Me
- Réalisation : Ridley Scott
- Scénario : Howard Franklin, avec la participation non créditée de Danilo Bach et David Seltzer
- Musique : Michael Kamen
- Photographie : Steven B. Poster
- Montage : Claire Simpson
- Décors : James D. Bissell
- Costumes : Colleen Atwood
- Production : Thierry de Ganay, Mimi Polk Gitlin, Harold Schneider et Ridley Scott
- Société de production : Columbia Pictures
- Distribution : Columbia Pictures
- Pays de production :  États-Unis
- Format : Couleurs - 1,85:1 - Dolby - 35 mm
- Genre : thriller
- Durée : 107 minutes
- Budget : 17 000 000 USD[1]
- Dates de sortie :
  - États-Unis : 9 octobre 1987
  - France : 13 avril 1988

## Distribution
- Tom Berenger : l'inspecteur Mike Keegan VF : Patrick Poivey
- Mimi Rogers : Claire Gregory
- Lorraine Bracco : Ellie Keegan
- Jerry Orbach : le lieutenant Garber
- John Rubinstein : Neil Steinhart
- Andreas Katsulas : Joey Venza VF : Jacques Frantz
- Tony DiBenedetto : T. J.
- James E. Moriarty : Koontz
- Mark Moses : Win Hockings
- Daniel Hugh Kelly : Scotty
- Harley Cross : Tommy Keegan
- Joanne Baron : Helen Greening
- Anthony Bishop : le serveur

## Production
Sharon Stone a tourné un Bout d'essai pour le rôle de Claire Gregory.
Le tournage s'est déroulé dans le Queens, à New York, ainsi qu'à Long Beach, en Californie. Les scènes de boîte de nuit ainsi que le meurtre de la piscine furent tournées à bord du paquebot Queen Mary.

## Bande originale
- Someone to Watch Over Me, interprété par Sting
- Johnny Come Home, interprété par Fine Young Cannibals
- Suspicious Minds, interprété par Fine Young Cannibals
- Eight Little Notes, interprété par Audrey Hall
- Cry, interprété par Johnnie Ray
- Freedom Overspill, interprété par Steve Winwood
- What More Can I Ask, interprété par Ray Noble
- Marie, Marie, interprété par The Blasters
- Smoke Gets In Your Eyes, interprété par Irene Dunne
- Memories of Green, interprété par The New American Orchestra
- Walk Right In, interprété par Tex Seneka
- Someone to Watch Over Me, interprété par Gene Ammons, Richard Wyands, Doug Watkins et J.C. Heard
- Someone to Watch Over Me, interprété par Roberta Flack
- Ebben ? ne andro lontana, composé par Alfredo Catalani, interprété par Wilhelmenia Wiggins Fernandez et l'orchestre symphonique de Londres dirigé par Vladimir Cosma
- Viens Malika... Dôme épais le jasmin, composé par Léo Delibes, interprété par Mady Mesplé et Danielle Millet dirigés par Alain Lombard
- Gloria, composé par Antonio Vivaldi
- Aria, composé par Johann Sebastian Bach

## Accueil
Le film est un échec au box-office, avec 10 278 549 $ de recettes aux États-Unis pour un budget d'environ 17 millions. Il aura cependant un meilleur succès en VHS.
Il a reçu un accueil critique favorable, avec 76 % de critiques positives accordés sur Rotten Tomatoes.

## Distinctions
- Nomination au prix de la meilleure photographie par l'American Society of Cinematographers en 1988[4].
- Nomination au prix du meilleur film lors du festival Fantasporto en 1988.